# Karancsberény
Karancsberény (szlovákul: Byrinčok vagy Bereňovce) község Nógrád vármegyében, a Salgótarjáni járásban.

## Fekvése
A karancsi dombok között, a 336 méter magas Bodoló-hegy alatt található, két kis patak találkozásánál. A megyeszékhelytől, Salgótarjántól 13 kilométerre északnyugatra fekszik, a szlovák határ mellett terül el, gyönyörű környezetben; a Novohrad-Nógrád UNESCO Globális Geopark települése. A határ magyar oldalon csak két szomszédja van: dél felől Karancslapujtő, délnyugat felől pedig Karancskeszi, a szlovák oldalon viszont feltehetőleg négy településsel is határos; ezek: északnyugat felől Romhánypuszta, Fülekpilis, Csákányháza és Sátorosbánya.
Éghajlata szubalpesi, talaja sötét, fakó és barna erdei talaj, mezőgazdasági termelésre nem igazán alkalmas. A helyi erdők állatvilága gazdag, őzek, szarvasok, vaddisznók tanyáznak errefelé, az apróvadak közül leggyakoribb a nyúl, a fácán és a róka. Sokféle gomba terem. A lomblevelű erdők túlsúlyban vannak, találunk itt tölgyet, bükköt, akácot, lucfenyőt, vörös- és erdeifenyőt.

### Megközelítése
Zsáktelepülés, csak közúton és csak egy irányból közelíthető meg: a Litke-Salgótarján közt húzódó 2206-os útról Karancslapujtőn lehajtva, mintegy 4 kilométeres letéréssel, a 22 111-es számú mellékúton. (A 22 111-es út a település központjától északra fekvő Pálházapusztáig számozódik országos közútként.)
A legközelebbi vasúti csatlakozási lehetőséget a 81-es számú Hatvan–Somoskőújfalu-vasútvonal Salgótarján megállóhelye kínálja. Légvonalban ugyan a vonal somoskőújfalui végállomása jóval közelebb található, de a két település közt nincs közútkapcsolat.

## A község történetének rövid áttekintése
A község neve nyelvészek szerint török vagy óorosz eredetű lehet. Karancsberény honfoglalás kori település, és viszonylag szerencsésen vészelte át a tatárdúlást is. Első írásos említése 1246-ból származik, Nógrád várának jobbágyai lakták. A Berényi grófok nemzetsége István királyunktól és IV. László királyunktól származik. A vármegyék rendszerének átszervezése után hosszú évszázadokra a Berényi grófok váltak a falu földesuraivá, akik jelentős tisztségeket töltöttek be a királyi Magyarországon és fontos nemzetségek szülötteivel kötöttek házasságokat, ezáltal tekintélyük egyre nőtt. 1598-ban Berényi Ferenc, Magyarország főhadibiztosa lett a falu ura. 1608-ban Rudolf királytól új adománylevelet kapott, miszerint egészen a 19. századig birtokolhatták a falut. A török hódoltság idején és a Rákóczi szabadságharc után a falu lakossága igencsak megfogyatkozott, de a nyugodtabb időszakokban a település rohamosan fejlődött. 1828-ban és 1849-ben súlyos kolerajárvány sújtotta a falut, majd 1873-ban a település egyharmada leégett. A Berényi grófok itteni ága 1888-ban kihalt, a falu új földesurai Szilárdy Ödön és Légrády Béla lettek.
Az első világháború nyomort és szenvedést hozott a lakosságra, a harcokban 20 helyi lakos is életét veszítette. Sajnos a háború vége sem hozott enyhülést, mivel Kun Béla és a csehszlovák csapatok harca nem kerülte el a falut. A helyzet konszolidálódása után sem sokat változott a lakosok élete: egy részük mezőgazdasággal és favágással foglalkozott, a többiek a település melletti Laura szénbányában dolgozott. A falu határában keskeny ipari vasútvonal vezetett, mely mára már teljesen eltűnt.
A második világháború ismét nyomort és szenvedést hozott, a harcokban a lakosok közül 14-en veszítették életüket a csatákban. A környékbeli sűrű erdőkben volt Nógrádi Sándor partizáncsapatának központja. 1945 után konfiskálták a Légrádyak birtokait, megkezdődött a falu szocialista fejlődése. A 20. század 50-es éveitől kezdve egyre több család hagyta el a mezőgazdaságot és keresett munkát a környező települések - főként Salgótarján - ipari üzemeiben (acélgyár, vasöntöde és tűzhelygyár, síküveg- és öblösüveggyár).
Az 1956-os forradalom megmutatta a szocialista tábor negatív oldalát. A forradalmat leverték, vezetőjét kivégezték. Új szakasz kezdődött a falu fejlődésében: az utakat portalanították, járdák épültek, javult a falu összeköttetése a környező falvakkal. Sajnos ekkora már megszűnt a kisnyomtávú vasút, ami valószínűleg napjainkban keresett turisztikai látványosság lenne. Megváltozott a falu arculata, sok új családi ház épült, a régieket lebontották, vagy átalakították és csupán csak pár ház van napjainkban, amelyek a régi időkre emlékeztetnek. A község gazdasági helyzete stabilizálódott, 1990-ben vált önállóvá a település. 1992 óta önálló polgármesteri hivatala is van.
Napjainkban 27 vállalkozó kínálja szolgáltatásait különböző területeken. A helyi asszonykórus hűen őrzi a falu hagyományait és népviseletét. A település közművesített: vízvezetékhálózat, gázellátás, telefon, áramszolgáltatás és szennyvízhálózat.
A falu határában több puszta is található, ezek egykor létező települések volt, mára viszont teljesen eltűntek, emlékük azonban fennmaradt. Ezek közül is a legjelentősebb Nagyaranypuszta, amelyet már 1246-ban említ oklevél Aronként, Ragyolccal szomszédos településként. A település a török uralom idején pusztult el és nem építették újjá. Itt volt a Berényi grófok udvara, amit később a téesz vett át, majd rommá lett. Ma szép téglalap alapú földszintes családi ház áll a helyén kiugró üvegezett terasszal. Az 1990-ben épült ház nagyszerűen illeszkedik a környező természettel, nem csoda, hogy bekerült a Szép házak című kötetbe.

## Közélete

### Polgármesterei
- 1990–1994: Torák Sándor (független)[3]
- 1994–1998: Imreh Károly (független)[4]
- 1998–2002: Imreh Károly (független)[5]
- 2002–2004: Imreh Károly (független)[6]
- 2004–2006: Havran Zoltán (független)[7]
- 2006–2010: Havran Zoltán (független)[8]
- 2010–2014: Csabainé Freistág Erzsébet (független)[9]
- 2014–2019: Csabainé Freistág Erzsébet (független)[10]
- 2019–2024: Lehoczkiné Csombor Erika Tünde,[11] később Molnár Erika Tünde (független)
- 2024– : Oravecz Anett Katalin (független)[1]

A településen 2004. december 29-én időközi polgármester-választást (és képviselő-testületi választást) tartottak, az előző képviselő-testület önfeloszlatása miatt. A választáson az addigi polgármester is elindult, de öt jelölt között 12,36 %-os eredménnyel finiselve csak a harmadik helyet tudta elérni.

## Népesség
A település népességének változása:
| Lakosok száma | 884  | 862  | 850  | 767  | 712  | 684  | 676  |
|               | 2013 | 2014 | 2015 | 2021 | 2022 | 2023 | 2024 |

2001-ben a település lakosságának közel 100%-a magyar nemzetiségűnek vallotta magát.
A 2011-es népszámlálás során a lakosok 93,6%-a magyarnak, 0,3% németnek, 0,3% románnak mondta magát (6,4% nem nyilatkozott; a kettős identitások miatt a végösszeg nagyobb lehet 100%-nál). A vallási megoszlás a következő volt: római katolikus 77,7%, református 2,5%, evangélikus 1,1%, felekezeten kívüli 6,7% (11,9% nem nyilatkozott).
2022-ben a lakosság 94,1%-a vallotta magát magyarnak, 0,4% németnek, 0,3% szlováknak, 3,2% egyéb, nem hazai nemzetiségűnek (5,9% nem nyilatkozott; a kettős identitások miatt a végösszeg nagyobb lehet 100%-nál). Vallásuk szerint 51,7% volt római katolikus, 2% evangélikus, 0,7% református, 0,1% görög katolikus, 0,1% ortodox, 1,7% egyéb keresztény, 0,7% egyéb katolikus, 11,5% felekezeten kívüli (31,5% nem válaszolt).

## Látnivalók

### Műemlékek

#### Mindenszentek templom
A község legértékesebb műemléke a római katolikus Mindenszentek templom, amiről feljegyezték, hogy két jobbágy építtette 1246-ban, amikor az uralkodó a nemesi királyi szolgák sorába emelte őket. Ez azonban nem igaz, mert a templomot előbb építették, ők csak átépíthették. A templomot több kanonoki vizitációban is leírták, sőt azt is megtudhatjuk belőlük, hogy milyen volt az eredeti berendezése. Egyhajós építmény volt eléépített toronnyal, amelyben két harang függött. A templomban festett kazettás mennyezet volt. A régi templomot 1741-ben javították. A mai templomot Berényi Gábor gróf építtette késő barokk stílusban. Az építkezéshez szükséges anyagiakat a földesúr biztosította, a helyiek munkájukkal járultak hozzá. A templomot 1900-ban, 1947-ben és 1974-ben javították. A község közepén, enyhe magaslaton lévő templom észak-déli fekvésű egyhajós építmény szegmens záródású szűkebb szentéllyel, hozzáépített sekrestyével, az ormos homlokzat elé épített magas toronnyal. A templom homlokzatát falisávkeretek és félköríves befejezésű, téglalap alakú ablakok tagolják boltozatkővel. Jellegzetes a gazdagon profilált koronapárkány, amely az alsó osztópárkányként fut körbe. Hasonlóan tagolt a torony is. A főbejárat lényegesen eltér a késő barokk építészet elveitől, reneszánsz építészeti elemeket tartalmaz. A bejárat fölött a Berényiek címer domborműve látható, mellette a templom építésére utaló emléktábla 1794-ből. A templomhajót három mezős dongaboltozat fedi, amely a csoportos féloszlopok toszkán párkányfejeire kapcsolódik. A szentély félkupolás megoldású. A boltozatokban eredeti ornamentális és allegórikus mennyezeti festmények vannak, a szentélyben látható mennyezeti festmény Krisztus mennybemenetelét ábrázolja. A főoltárnak és a barokk Mindenszentek oltárnak barokk tabernákuluma van, kétoldalt aranyozott angyalplasztikák díszítik. A gyertyatartók copf stílusúak. A védőszentek plasztikáival kiegészített Lourdes-i Szűz Mária és Jézus Legszentebb Szíve oszlopos mellékoltár újabb, 20. század elejéből származik. A hajó bejárata fölött található a kórus a három árkádon nyugvó konvex-konkáv mellvéddel. A kórus árkádjának egyik pillérén mészkő sírtábla van, rajta nehezen olvasható a felirat, de valószínű, hogy Jób úr fiáé, Lőrincé, 1266-ból. A tábla közepén egy állat látható, alighanem mókus. Alatta az új templom alapkőletételének dátuma: 1788. május 20. A második pilléren a templom Andrássy Antal rozsnyói püspök által felszentelés dátumát őrzi. A toronyban két harang függ, 1928-ban Budapesten öntötte Szlezák László harangöntő a katonai célokra elvitt korábbi harangok helyett. Az egyik Szent László, a másik Szent István király nevét viseli.

#### Berényi kastély
A templommal szemben áll az eredeti barokk Berényi-kastély. A 18. században épült. A templom közelsége és előnyös fekvése alapján feltételezhetjük, hogy a környéken lehetett a nemzetség régebbi székhelye. Az itteni Berényi-ág utolsó tagjának, Ferencnek 1888-ban bekövetkezett halála után az épület rangja egyre inkább csökkent, a 20. század elején kocsma volt benne, majd lakóépületként funkcionált. A gazdasági épület részében volt az iskola, mellette pedig lakások. 1945 után itt kapott helyet a kántorlak, később tanító- és segédlakások voltak. A kastélyt 1951-ben teljesen átépítették, ezáltal elveszítette eredeti formáját. A belső térből a boltozatokat kibontották. L alaprajzú, földszintes épület, keresztirányban épült a domboldalban, vagyis a pince egy része a föld felett van. A kastély mellett gazdasági épületek voltak, amelyek az épületegyüttest téglalap alakú udvarral zárták le. A mai négytengelyű homlokzat alapján nehéz lenne rekonstruálni, hogy milyen lehetett az eredeti épület. A gazdasági épületek közül is csupán egy hosszú földszintes épület maradt meg a kastély mellett, egy részében ma óvoda működik. A kastélyban kapott helyet a községháza 1990-ben és azóta is itt található.

#### Légrády kúria
A falu északi részében a templom közelében áll a klasszicista épület, amelyet Berényi Gábor gróf építtetett a 18. és 19. század fordulóján, a templom építésének befejezése után. A Berényi nemzetség utolsó tagjának kihalásakor, 1888-ban az épület a Légrádyak birtokába került. A kúria domboldalba épített téglalap alakú épület, az udvari homlokzata földszintes, az utcai pedig emeletes. A nyolctengelyű főhomlokzat egykor széles volt, három keskeny ablakkal, a két nagyobb ablak mélyített lizénás tagolással készült. Ablakai valaha szép klasszicista kovácsoltvas rácsok voltak. A kúria eredetileg nyitott árkádos folyosóval fordult az udvarba, később átépítették és beüvegezték. Az előszoba és a folyosó dongaboltozatos, innen nyíltak egymás után a szobák. Az északi oldalon az épülethez derékszögben földszintes cselédlak tartozott. A kúria körül több gazdasági épület is állt. 1947-ben az épületet felújították és határőrkaszárnyává alakították. 1997-től a helyi Ropi-üzem működik benne. Az utolsó javításkor teljesen megváltozott a kúria főhomlokzata, a cselédlak és a gazdasági épületek idővel eltűntek. A kúriához hozzáépítették egy kisebb új épületet, amelyet a helyi sportolók használnak. Az egykori díszpark helyén ma focipálya van.

#### Légrády vadászkastély
Pálháza pusztán vadászkastély áll. 1937-ben építtette a Légrády család. 1944. december 14-22. között itt volt Nógrádi Sándor partizáncsapatának a központja. A partizáncsapat később Nógrádi partizánegységgé alakult, két századból állt. 1945 után erdészházként működött, 1966-ban itt alakították ki a Nógrádi partizáncsoport Emlékmúzeumot, amely Magyarország egyetlen ilyen jellegű múzeuma volt. 1990 után a múzeum megszűnt és az épület magánkézbe került. Szabálytalan kereszt alakú emeletes épület. A földszinti rész ciklopfalazatú, az emeleti falak faburkolatúak. 1957-ben a kastélyt részben átépítették, az emeleten fa körfolyosót alakítottak ki. Jellegzetesek a félkörívvel végződő nagy téglalap ablakok, az emeleti ablakok kerete faragásos. A fából készült emeleti rész fa konzolokon támaszkodik. A nyugati szárny főbejárata félkörívvel záródik. A nagyméretű előcsarnokból oszlopos fakorlát vezet az emeletre. Az előtér előtt nyitott árkád van.

#### Hősök emlékmű
A községházával szemben a templom előtt találjuk a Hősök emlékművet, amelyet a falu lakossága állított 1996-ban. A falazott kő emlékművön két vastábla van, melyeken az első világháború 20 áldozatának, a második világháború 14 és az 1956-os forradalom 1 áldozatának neve olvasható. A talapzaton kovácsoltvas rózsákkal körbenőtt rohamsisakot helyeztek el (a sisakot a közeli erdőkben találták), az emlékmű tetején kereszt van.

#### Római katolikus iskola
A templomtól nyugatra épült fel 1792-ben a római katolikus iskola, amely nem sokban különbözött a parasztházaktól. Földszintes, téglalap alakú épület volt egy tanteremmel, és itt kapott helyet a tanító lakása is. A keskeny iskolaépületet 1875-ben javították, de így sem felelt meg a pedagógiai elvárásoknak, egyosztályos iskola volt. Ennek ellenére egészen 1945-ig iskolaként szolgált. Később az iskola átköltözött a Berényi-kastély (ma Községháza) melletti gazdasági épületbe, 1997-ig folyt itt tanítás.

#### Nyári lak
A Pálháza pusztai erdőkben van Kádár János egykori MSZMP-főtitkár nyári lakja, a 20. század 60-as éveiben épült a korra jellemző stílusban. Az L alaprajzú modern földszintes épület homlokzatának egy részét kővel burkolták. Kádár János gyakran és szívesen tartózkodott itt a barátaival. Napjainkban az épület az Önkormányzathoz tartozik, de nem hasznosítják.

#### Parasztházak
A községben mára nagyon kevés maradt meg a régi, jórészt kéttengelyű homlokzatú parasztházak közül, amelyek többnyire falazott vagy léces háromszögű orommal végződtek. A döngölt agyag technikával épült régi házak nem maradtak meg eredeti alakjukban, a 19. század 2. felétől inkább vályog, kisebb mértékben kő volt az alapanyag. Ezek a házak pitvarral fordultak az udvarba, a házakhoz gazdasági épületek tartoztak. A házakban általában két-három lakószoba volt, a helyiségeket gerendamennyezet borította. A bejárat középen volt az udvaron vagy pitvaron át. A 20. század első felében épült házaknak az udvar felől általában nyitott pilléres folyosójuk volt, olykor a homlokzat is igényesebb építészeti elemeket kapott. Néhány ház udvarában megmaradt a kerekes kút. A 20. század 2. felének építészete nem folytatta a népi építészeti hagyományokat.